# 横須賀俊六
横須賀 俊六（よこすか しゅんろく、1940年3月3日 - 2014年3月17日）は、日本の経営者。東洋信託銀行社長を務めた。茨城県出身。

## 経歴・人物
1962年に一橋大学商学部を卒業し、同年に東洋信託銀行に入行。1987年に取締役に就任し、1990年に常務、1997年に副社長を経て、1999年3月から2002年1月までに社長を務めた。
2014年3月17日、肺炎のために死去。74歳没。